# すろぉもぉしょん
「すろぉもぉしょん」は、2014年5月27日、日本のボカロP・ピノキオピーが発表したVOCALOID楽曲。音声合成ソフト・初音ミクが歌唱。

## 概要
ピノキオピーの57作目。3DCGはすす泥棒が手がける。2014年5月27日にyoutube、ニコニコ動画にて配信。
アルバム『しぼう』に収録。2015年7月26日には自身4作品目となるミリオンを達成。ニコニコ動画でのミリオン達成と同時にyoutubeで100万回再生を達成。

## カバー
- 島爺-アルバム『冥土ノ土産』(2016年6月22日)収録[2]。
- IKEI-アルバム『IKEI #9 ～HANEDA INTERNATIONAL MUSIC FESTIVAL Presents～』(2020年8月19日)収録。
- sasakure.UK-アルバム『PINOCCHIOP BEST ALBUM 2009-2020 寿』(2021年3月3日)に収録[3][4]。